# Chaetodermis penicilligerus
Poisson-lime feuillu, Poisson-lime orné
Genre
Espèce
Chaetodermis penicilligerus, communément nommé Poisson-lime feuillu ou Poisson-lime orné, est une espèce de poissons marins démersal de la famille des Monacanthidae ou Poissons-limes.

## Description
Chaetodermis penicilligerus est un poisson de taille moyenne pouvant atteindre 31 cm de long.
Son corps est fortement comprimé latéralement, trapu, la bouche est terminale, la tête est grande proportionnellement au corps.
Présence d'excroissances cutanées en particulier sur le pourtour du corps ainsi que sur les flancs. Ces dernières jouent un rôle actif dans le camouflage de l'animal.
La couleur de fond du corps est beige clair avec des lignes longitudinales et des taches sombres surlignées de bleu.
Le poisson-lime orné possède deux épines dorsales érectiles. Ses nageoires dorsales, annales et caudales sont translucides dont seuls les rayons sont plus foncés et visibles.

## Distribution & habitat
Le poisson-lime feuillu fréquente les eaux tropicales du centre du bassin Indo-Pacifique.
Il affectionne les lagons ou zones côtières avec des herbiers et des zones d'algues dans lesquelles il lui est aisé de se dissimuler et ce de la surface à 20 m de profondeur.

## Alimentation
Le poisson-lime feuillu se nourrit d'algues, d'invertébrés, de coraux et d'anémones.

## Comportement
Ce poisson-lime a une activité diurne, il est solitaire.